# Grzegorz Łaszczyca
Grzegorz Jan Łaszczyca – polski prawnik, radca prawny, profesor nauk prawnych, 
profesor nadzwyczajny Uniwersytetu Śląskiego, specjalista w zakresie prawa administracyjnego, postępowania administracyjnego, od października 2019 roku prezes Samorządowego Kolegium Odwoławczego w Katowicach.

## Życiorys
W 1999 na podstawie napisanej pod kierunkiem Bogdana Dolnickiego rozprawy pt. Zażalenie w kodeksie postępowania administracyjnego otrzymał na Wydziale Prawa i Administracji Uniwersytetu Śląskiego stopień naukowy doktora nauk prawnych w zakresie prawa, specjalność: prawo i postępowanie administracyjne. Tam też w 2005 na podstawie dorobku naukowego oraz rozprawy pt. Zawieszenie ogólnego postępowania administracyjnego uzyskał stopień doktora habilitowanego nauk prawnych w zakresie prawa, specjalność: prawo i postępowanie administracyjne. W 2014 prezydent RP Bronisław Komorowski nadał mu tytuł naukowy profesora nauk prawnych.
Został profesorem nadzwyczajnym Uniwersytetu Śląskiego i kierownikiem Katedry Postępowania Administracyjnego i Sądowoadministracyjnego Wydziału Prawa i Administracji na tym uniwersytecie.
Od października 2019 roku Prezes Samorządowego Kolegium Odwoławczego w Katowicach.
Uzyskał uprawnienia radcy prawnego. Objął stanowisko wicedziekana Okręgowej Izby Radców Prawnych
w Katowicach.